# Enrico Bensa
Pour les articles homonymes, voir Bensa.
Enrico Bensa, né en 1848 à Gênes, et mort en 1931, est un jurisconsulte italien et un professeur de droit commercial et maritime.

## Biographie
Enrico Bensa est né en 1848 à Gênes. Il est conseiller juridique et professeur de droit commercial maritime à l'Istituto superiore di studi economici e commerciali de Gênes. Il laisse de nombreuses œuvres dans le domaine du droit anglais et de l'histoire du droit commercial au Moyen Âge. Parmi les principales : Studî di diritto commerciale en 1882, Il contratto di assicurazione nel medio evo : studi e ricerche en 1884, Il diritto marittimo e le sue fonti en 1889 et Francesco di Marco da Prato en 1928, ouvrage dans lequel il étudie le droit de la mer et le secteur des assurances au Moyen Âge avec la biographie du marchand toscan Francesco di Marco Datini mort en 1410.